# Bermuda Buggy

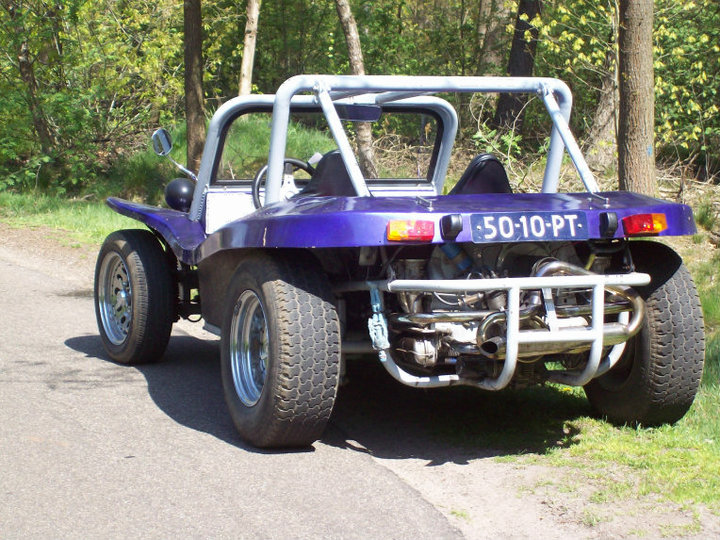
Bermuda Buggy

Bermuda Buggy war ein niederländischer Hersteller von Automobilen, die auch in Kit-Car-Form angeboten wurden.

## Unternehmensgeschichte
Bert Vos gründete 1969 das Unternehmen zur Produktion von Buggys, nachdem er während einer Reise in die Vereinigten Staaten von Amerika auf solche Fahrzeuge aufmerksam wurde. 1971 übergab er aus Zeitmangel das Unternehmen an Roel Arends, der es zwei Jahre lang führte. Nach einem Jahr Pause setzte Willem van de Vlekkert aus Epe die Produktion bis 1979 fort. Insgesamt entstanden etwa 20 Exemplare.

## Automobile
Die Buggys basierten auf Fahrgestellen vom VW Käfer, die um 30 cm gekürzt wurden. Der Preis für ein Standard-Kit betrug 950 Niederländische Gulden.